# Rohrwiege

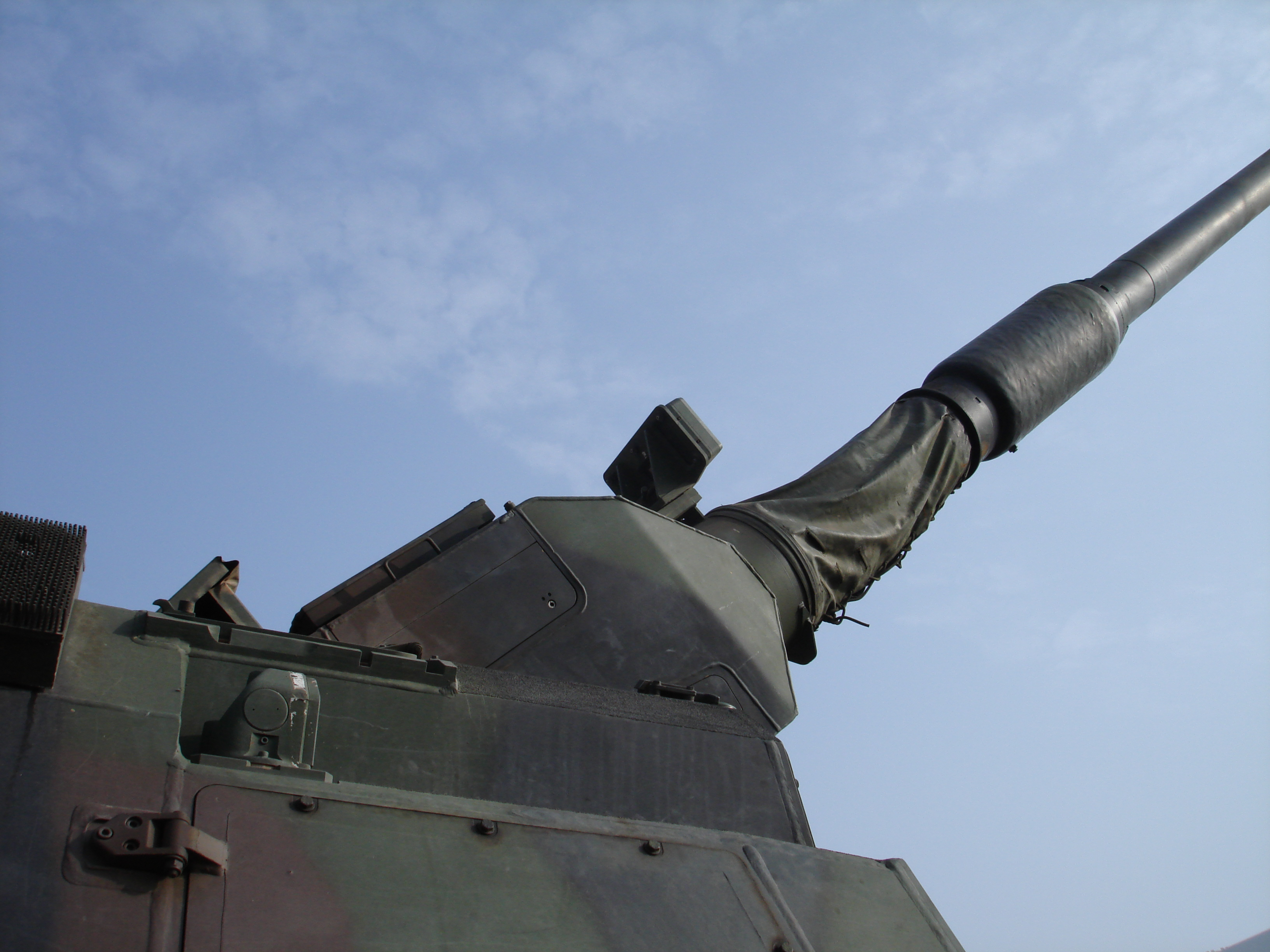
Rohrwiege einer Panzerhaubitze 2000

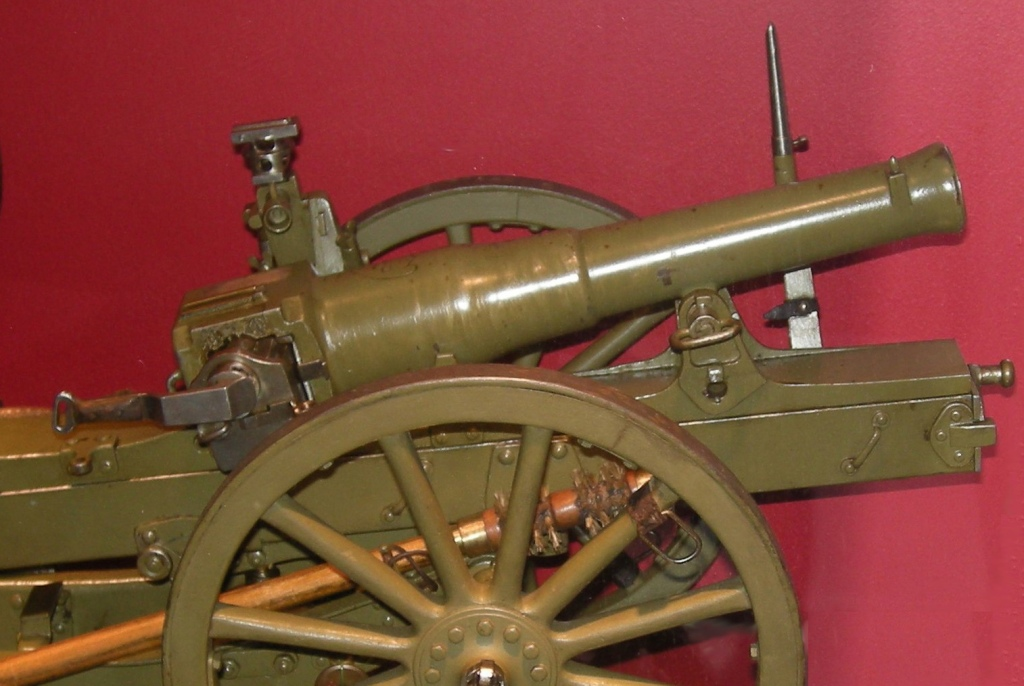
Krupp Gebirgskanone 1906, unter dem auf Elevation gestellten Rohr die Rohrwiege

Eine Rohrwiege ist ein funktionelles Bauteil moderner Artilleriegeschütze, auch bezeichnet als Oberlafette.  Um das Richten des Rohres zu ermöglichen ist sie auf der Unterlafette beweglich gelagert. Sie trägt das Geschützrohr oder umfasst einen hinteren Teil des Geschützrohres vor dessen Verschlussblock ringförmig. Das Rohr kann beim Schuss in der Wiege zurückgleiten, um den Großteil der Rückstoßenergie durch seine Massenträgheit abzubauen, dabei wird es bei größeren Geschützen zusätzlich hydraulisch gebremst und durch den Rohrvorholer wieder in die Anfangsposition gebracht.
Durch die in der zweiten Hälfte des 19. Jahrhunderts entwickelte Geschützbauweise mit einer Rohrwiege wird das Abfeuern von Geschützen bei feststehender Lafette ermöglicht. Vorher musste die ganze Lafettierung in einem aufwändigen Rücklaufsystem montiert werden, bzw. man musste sie auf Rädern zurückrollen lassen.